# Drei Tage von Westflandern 2010
Die 7. Drei Tage von Westflandern fanden vom 5. bis zum 7. März 2010 statt. Das Radrennen wurde in drei Etappen über eine Distanz von 554,6 Kilometern ausgetragen. Das Rennen war Teil der UCI Europe Tour 2010 und war in die Kategorie 2.1 eingestuft.

## Etappen
| Etappe    | Tag     | Start – Ziel           | km    | Etappensieger   | Führender       |
| --------- | ------- | ---------------------- | ----- | --------------- | --------------- |
| 1. Etappe | 5. März | Kortrijk – Bellegem    | 183,5 | Jens Keukeleire | Jens Keukeleire |
| 2. Etappe | 6. März | Torhout – Handzame     | 176,6 | Robert Wagner   | Jens Keukeleire |
| 3. Etappe | 7. März | Middelkerke – Ichtegem | 194,5 | Kris Boeckmans  | Jens Keukeleire |